# Cesonio Baso
Cesonio Baso fue un político del Bajo Imperio romano. Era probablemente el hijo de Lucio Cesonio Ovinio Manlio Rufiniano Baso y fue cónsul en 317 junto con Ovinio Galicano - Fuentes egipcias afirman que ocuparon el puesto desde el 8 de enero, pero fuentes del Imperio romano de Occidente afirman que tomaron el cargo el 17 de febrero.